# Dadukou, Sichuan
Dadukou (kinesiska: 大渡口, 大渡口街道) är en häradshuvudort i Kina. Den ligger i provinsen Sichuan, i den sydvästra delen av landet, omkring 510 kilometer sydväst om provinshuvudstaden Chengdu. Antalet invånare är 40 703. Befolkningen består av 19 633 kvinnor och 21 070 män. Barn under 15 år utgör 14,0 %, vuxna 15-64 år 75 %, och äldre över 65 år 10,0 %.
Runt Dadukou är det tätbefolkat, med 286 invånare per kvadratkilometer. Dadukou är det största samhället i trakten. Trakten runt Dadukou består till största delen av jordbruksmark.
Genomsnittlig årsnederbörd är 949 millimeter. Den regnigaste månaden är juli, med i genomsnitt 270 mm nederbörd, och den torraste är januari, med 2 mm nederbörd.